# Parc Nacional d'Abisko
El Parc Nacional d'Abisko és un parc nacional de Suècia localitzat en la part nord del país, al comtat de Norrbotten.
Geogràficament, està situat a la província sueca de la Lapònia al costat de la frontera amb Noruega, i pertany al municipi de Kiruna, el més del nord i major municipi a Suècia. Comença en les ribes del llac Torneträsk, un dels majors llacs del país, i al costat del qual se situa el petit llogaret d'Abisko, i s'estén uns 15 quilòmetres al Sud-oest. Està 200 quilòmetres al nord del cercle polar àrtic i la seva àrea total és de 77 km².

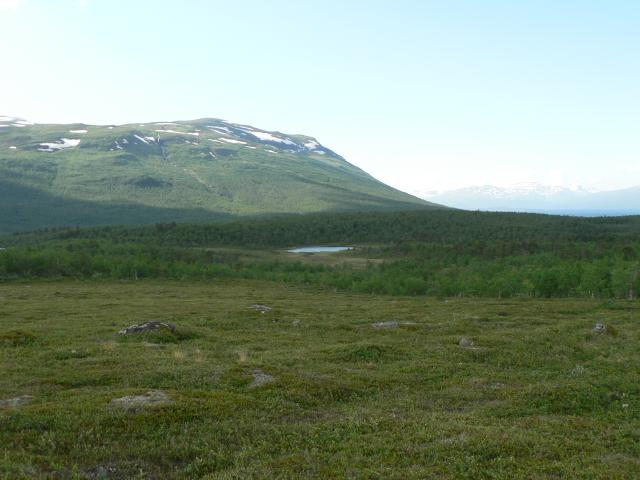
Imatge del Parc Nacional d'Abisko.

El parc es va fundar en 1909, el mateix any en el qual es van promulgar les primeres lleis de conservació de la naturalesa a Suècia. El propòsit original del Parc Nacional d'Abisko era la «preservació d'una àrea de característiques nòrdiques en la seva condició original i com a suport a la recerca científica». Posteriorment, el parc ha passat a ser una important atracció turística.
La sendera anomenada Kungsleden que travessa la cadena muntanyenca escandinava, comença (o acaba) en el llogaret d'Abisko i segueix a través del parc nacional.

## Fauna
Hi ha unes quantes espècies d'ocells al parc.
Mamífers menors com la marta, l'ermini, l'esquirol, el lèmming i similars són part comuna de la fauna. Entre els majors animals, l'alci és molt comú, rastres i excrements d'aquest animal són fàcils de trobar; en canvi, el golut, guineu àrtics, linxs i ossos només són visibles esporàdicament.
Considerat com un dels últims grans paratges verges d'Europa, Abisko és un dels millors llocs per albirar les aurores boreals gràcies a l'absència de contaminació lumínica i als vents que empenyen els núvols.
Els visitants també poden trobar un dels camins més difícils del món: el Camí del Rei de 439 km. de longitud. Només hi ha dos hotels dins del parc. Un és l'Hotel de Gel de Kiruna, i un altre és l'Abisko Mountain Station, al que només es pot arribar en un telefèric.